# Le Petit-Celland
Le Petit-Celland – miejscowość i gmina we Francji, w regionie Normandia, w departamencie Manche.
Według danych na rok 1990 gminę zamieszkiwały 153 osoby, a gęstość zaludnienia wynosiła 23 osoby/km² (wśród 1815 gmin Dolnej Normandii Le Petit-Celland plasuje się na 733. miejscu pod względem liczby ludności, natomiast pod względem powierzchni na miejscu 746.).